# Sporetus decipiens
Sporetus decipiens är en skalbaggsart som beskrevs av Bates 1866. Sporetus decipiens ingår i släktet Sporetus och familjen långhorningar. Inga underarter finns listade i Catalogue of Life.